# Бучис, Альгимантас
Альгимантас Аницетас Бучис (лит. Algimantas Anicetas Bučys) (род. 19 сентября 1939, Каунас, Литва) — поэт, прозаик, переводчик, теоретик литературы, историк и критик литовской литературы, доктор гуманитарных наук. Заслуженный деятель культуры Литовской ССР (1990). Лауреат Государственной премии Литовской ССР (1990) и Премии Правительства Литвы в области культуры и искусства (2010).

## Биография
Родился 19 сентября 1939 г. в Каунасе (Литва). Мать — София Сербентайте Бучене (лит. Sofija Serbentaitė Bučienė, 1900 — 1964) происходила по материнской линии от ветви древнего рода Раюнец в поместье Упите (лит. Upytė). Отец Aницетас Бучис (лит. Anicetas Bučys, 1904 — 1998) был родом из мелких бояр Жемайти (англ. Samogitia), его отец земледелием не занимался, став строителем водных и ветряных мельниц. Сын уже в школе начал писать стихи, печатался в предвоенной прессе Литвы, служил в армии независимой Литвы (1918 — 1940), в конце войны очутился в эмиграции. Долгое время семья не имела никаких известий о нём, и во всех послевоенных анкетах на вопрос о семейном положении отвечали стандартной тогда фразой о муже и отце: « пропал без вести во время войны». В годы правления Сталина оглашение даже нескольких фактов биографии отца было бы достаточным поводом, чтобы оставшаяся в Литве семья была причислена к «врагам народа» и включена в списки ссыльных в Сибирь. До восстановления независимости Литвы в 1990 г. отец жил в эмиграции, в Великобритании, где издал в Лондоне на литовском языке пьесы и книжку стихов. В Литву вернулся перед смертью, похоронен в Вильнюсе на старом кладбище Расу.
Детство и отрочество А.Бучиса отмечено не только драматической судьбой семьи, но и реальностью послевоенной Литвы, когда жизнь была разделена на два несоприкасающиеся миры: официозного обязательного воспитания и семейного затаенного бытия.

## Годы учёбы
В 1957 г. окончив среднюю школу, поступил в Вильнюсский университет изучать литовский язык и литературу. После XX съезда (1956) коммунистической партии Советского Союза, где были осуждены репрессий, ошибки и культ Сталина, в народе, особенно среди молодежи, появились иллюзии политических и духовных свобод. К сожалению, в Вильнюсском университете атмосфера была насквозь пронизана идеологией «борьбы с буржуазным национализмом». В конце 1957 г. началось преследование преподавателей кафедры литовской литературы, были изгнаны «подозрительные» преподаватели. Даже самые лучшие профессионалы стали читать свои лекции, умалчивая «идеологически нежелательные» факты и темы, студенты были вынуждены слушать курсы истории компартии СССР, атеизма, научного коммунизма, сдавать зачеты и экзамены по этим и прочим лженаукам. После первого курса Бучис стал редкий гостем на лекциях, не рискуя потерять стипендию или место в общежития, ибо это не полагалось коренным вильнюсцам. На третьем году вообще «бросил» университет и пошел работать на городские стройки (в Вильнюсе строил интернат для детей сирот на 450 мест), начал учеником, достиг четвёртой степени каменщика. Опыт на стройке позже отразился в романе «Враг твоих врагов» (1982). Вернуться в университет пришлось из-за полученного призыва в советскую армию. Сдав экзамены, вернулся осенью на тот же курс литуанистов.
Партийный контроль на филфаке ко времени окончания университета в 1962 г. ещё более усилился, по сравнению с 1957 годом. Бучис, как спасение от рутины, принял назначение ректората в сельскую школу обучать детей в соответствии с приобретенной дипломной специальностью «филолог и учитель литовского языка и литературы».

## Научная специализация
Назначен учителем в восьмилетнюю школу Барткушкис (лит. Bartkuškis) преподавал с 1962 г. литовский язык и литературу, рисование, одно время даже математику (из-за нехватки учителей). В то же время писал и печатал в республиканской прессе стихи и критические статьи о литературе, издал первый сборник стихов «У звенящих камней»(1963), в котором заметны мотивы рабочих пригородов и жизни в деревне. В 1964 году получил приглашение от Института литовского языка и литературы поехать в Москву на поступление в аспирантуру Института Мировой литературы им. М.Горького. Юридических препятствий не было (два года педагогической работы по назначению отработаны), и в том же 1964 г. Бучис отправился в Москву, где в 1968 г. защитил диссертацию «Проблема романа в современной литовский литературе», получив степень кандидата филологических наук. В 1994 г. диссертация получила нострификацию Научного совета Академии наук Литвы с признанием общеевропейской степени доктора гуманитарных наук.
Три года научной специализации в отделе Теории литературы московского института Мировой литературы были важны не столько для обретения научной степени, сколько для выработки теоретического мышления и структурно-исторического подхода к литературным процессам. В то время в отделе теории литературы шла разработка нового академического трехтомника «Теория Литературы. Основные проблемы в историческом освещении», в котором литературные жанры и законы развития отдельных национальных литератур Европы рассматривались в своих оригинальных вариантах исторического становления. Уже были изданы первый том (1962; Образ, метод, характер) и второй (1964; Роды и жанры литературы), готовился к изданию третий том (1965; Стиль, произведение, литературное развитие). Авторы новой «Теории литературы» — молодые и полны энтузиазма ученые С. Г. Бочаров, В. В. Кожинов, П. В. Палиевский, В. Д. Сквозников, Г. Д. Гачев тогда ещё не имели всемирной известности, но еженедельные обсуждения рукописей на заседаниях отдела теории при участии двух-трех аспирантов становились воистину сократовскими пирами интеллектуальной мысли. Теоретические концепции в историческом аспекте были по-своему связаны с возрождением идей Михаила Бахтина (1895—1975), ибо именно тогда его тексты привозили в Москву В. В. Кожинов и С. Г. Бочаров, навещавшие ещё не реабилитированного ученого в его Саранской ссылке за участие «в заговоре против советского правительства». Так прибыли в Москву, по тогдашним словам взволнованного В. В. Кожинова, в старых чемоданах рукописи М.Бахтина, среди них и обе знаменитые книги о Рабле и Достоевском (второй вариант). Свершенный М.Бахтиным «коперниковский переворот» (термин С. Г. Бочаров) в литературоведении и поэтике прозы узаконивал самостоятельное и независимое бытие «Другого» голоса и, следовательно, многоголосие прозы, полифоническое соотношение самостоятельных голосов в романе. В диссертации и книге «Роман и современность» Бучис попытался применить идеи Бахтина насколько это было возможно на материале литовского романа советского периода (1940—1970). Позднее началось при участии французской исследовательницы литературы Юлии Кристевой постепенное распространение идей М.Бахтина по всему миру. Когда Бучис в 1985 г. гостил в США, в беседах с интеллектуалами литовской эмиграции сложилось впечатление, что М.Бахтин на тот момент имел статус «очень модного и влиятельного» теоретика литературы в научных кругах американских университетов.

## Литературная деятельность
Солидный «багаж» теории литературы после возвращения (1967) в Литву мог оставаться только в форме «замороженного капитала». В то время литовские литературоведы, занимавшееся советским периодом, создавали академические коллективные труды о влиянии Великой Октябрьской революции и передовых идей Ленина на развитие литовской литературы XX века, в литературной критике наиболее выделялись статьи критического импрессионизма (В.Кубилюс) и школа требовательной эстетической и нравственной оценки современной литературы (А.Залаторюс). Бучис отказался от приглашения работать в Институте литовской литературы, хотя институт в своё время платил аспирантскую стипендию, и фактически избежал в годы существования Советского Союза службы в научных учреждениях с их плановыми тематическими заданиями, равно как не сделал никакой должностной политической карьеры.
Творческая работа на дому (1968—1998) время от времени прерывалась службой в редакциях разных литературных изданиях Союза писателей Литвы. Во многом рутинная работа литературного критика и обозревателя текущих литературных процессов, в которых обычно преобладает «идеологически правильная» посредственность, нередко саму литературную критику низводила до провинциального уровня. Если не сам критик, то завтрашний день неизбежно покроет пеплом забвения рутинные писания злободневных беллетристов и их обслуживающих литературных критиков. В буквальном смысле в пепел превратил свои книги литературных статей сам Бучис. К удивлению многих коллег, спустя годы, он рассказал в интервью, как в январе 1991 г., когда у здания парламента Литвы в ночных кострах люди жгли советские партбилеты, сгорели и его критические книжки. Аргументы были профессиональные и нравственные: в советской Литве все литовские историки, литературоведы и критики, чьи работы в то время печатались, хорошо знали основные табу, которые нельзя было нарушить. Никто не упоминал: что Литва была вынуждена сталинским правительством Москвы впустить в 1939 г. войска Красной армии на территорию независимой довоенной Литвы; что послевоенное народное сопротивление Литвы было подавлено советскими карательными отрядами лишь в начале 50-х годов; что в культурной жизни республики господствовала государственная предварительная цензура; что даже наиболее смелые литовские писатели пользовались так называемым Эзоповским языком, а самые покладистые нагло врали, искажая историю и слагая стихи по Кремлёвским нотам. «Те, кто этого не делал, сидели в концлагерях или попросту не могли напечатать ни одной своей книги… Что там отдельные люди! Многочисленные институты с огромными штатами гуманитарных специалистов десятилетиями подлаживались под кремлёвские директивы, постоянно фальсифицировали историю Литвы и её культуры, литературы, внедряя ложь во всю систему образования от начальных классов до выпускников высших школ. Но разве кто-нибудь нынче признался публично в этом? Или хотя бы извинился за ложь на протяжении десятилетий».
Помимо работ по литературной критике Бучис до обретения Литвою государственной независимости (1990 г.) издал четыре книги стихов и два романа. В беседе с писателем Р. Ванагасом заявил, что собирается повторно издать в независимой Литве свои стихи и романы, и «в них не нужно менять ни слова».

## Научные идеи
После двадцатилетнего (от книги об Й.Авижюсе 1990 года) «книжного молчания в покаянии» Бучис издал (начиная с 2008 г.) три литературоведческих исследования, в которых обозначились новые методологические и культуроведческие концепции.
Сравнительное литературоведение по контрасту
Интерес к сравнительному литературоведению определился в годы аспирантуры. Наряду с теорией М.Бахтина о полифонии романа немалое влияние оказали идеи Г.Гачева, работавшего в те годы в отделе теории Института Мировой литературы. Уже тогда известный автор «Ускоренного развития литературы» (1964) начал создавать национальные модели народов мира. Вместе с аспирантами различных этнических групп Бучис принял участие в занятиях собранной Г.Гачевым факультативной группы. В дискуссиях выявлялись и обсуждались этнические особенности быта и мировосприятия казахов, литовцев, латышей, абхазов с целью осмыслить национальные особенности на глубинном уровне природы (тела, жилья, быта), души (национальный характер) и духа (язык, логика) в их единстве. Дальнейшие исследования Г.Гачева привели его к созданию так называемых национальных космосов (нынче издано более 15 томов, посвященных особенностям различных народов России, Америки, Индии, Англии, Франции, Германии, Италии , Польши, Болгарии, Грузии, Киргизии, Армении, Азербайджана, Эстонии, Казахстана, Литвы, еврейской и исламской цивилизаций). После аспирантуры Бучис долгое время (1975—1990) был единственным после академика К.Kорсакаса представителем литовских литературных критиков в редколлегии всесоюзного русскоязычного журнала «Дружба народов», на заседаниях которой ежегодно обсуждались наиболее яркие произведения, созданные в союзных и автономных республиках СССР. Интерес к проблемам национальных литератур усиливался многочисленными литературными знакомствами и связями, особенно с писателями Кавказа и Прибалтики, а также участием в писательских конференциях за рубежом. Поездки и выступления в Польше (1979, 1980), Югославии (1980; 1989 г. на съезде Пен-клуба в Словении), в Румынии (1981), в ГДР (1983 в связи с составлением и предисловием к сборнику литовских рассказов на немецком языке), в США (1985 г. для встречи с писателями литовской эмиграции), в Италии (1987 г. в составе делегации журнала «Дружба народов»), в Западной Германии (1990 г. в составе делегации писателей вместе с Ч.Айтматовым, Д.Гранином, отц. А.Менем, Н.Анастасьевым и др.) отразились в многочисленных литературных статьях. В 1962—2014 годах опубликовано не только на литовском языке, но и на русском (84), английском (4), немецком(4), испанском(6), польском (7), эстонском(2), латышском (7), армянском(3), болгарском (2), грузинском(1), французском(2) и японском (1) языках.
Долголетние близкое знакомство с писателями разных народов и произведениями различных национальных литератур неизбежно привело к необходимости выработать новую теоретическую точку зрения на изучение самобытности национальных литератур. Традиционная компаративистика обычно ограничивалась описанием международных писательских контактов, выявлением так называемых исторических и личных литературных связей, поиском литературных влияний, заимствований, схожих литературных движений, течений, творческих направлений и т. п. Традиционная методология, к сожалению, наиболее выявляла «схожесть и похожесть» литературных явлений в разных национальных литературах, что никак не способствовало выявлению самобытность отдельной национальной литературы, не раскрывало её историческую неповторимость и традиционную самобытность.
Структурное сравнение совершенно разных по историческому опыту литератур — армянской, грузинской, литовской, латышской и эстонский — привело к методологическому выводу, что традиционные «литературные связи» -всего лишь внешняя сторона «невидимых», внутренних типологических взаимодействий. Исследование схожих идеологических влияний на разные национальные литературы, скажем, на литературы стран послевоенного социалистического лагеря, на Прибалтийские литературы в 1945 — 54 годах, болгарскую и румынскую послевоенную прозу, продемонстрировало кризис традиционного сравнительного анализа по аналогии, так как в таких случаях ничего не выявляло за исключением констатации однообразия, обнаружения одних и тех же модных жанровых и стилистических стандартов во всех сравниваемых национальных литературах (например, панорамные послевоенные романы на манер эпопей Алексея Толстого по всей территории СССР и соцлагеря Восточной Европы). В конечном итоге Бучис стал выдвигать концепцию сравнительного литературоведения по контрасту, не только по аналогии.
Новую концепцию развивал в статьях о разных национальных литературах, пытаясь доказать, что в силу традиционного поиска аналогий в мировой литературе часто остаются незамеченными и недооцененными самые яркие и оригинальные произведения национальных литератур, например, литовский поэт конца XVIII века Кристионас Донелайтис или талантливейший хорватский писатель XX века Мирослав Крлежа. Не мало подобных примеров выявилось в литературных беседах с писателями и литературоведами разных стран, с латышским литературоведом Х.Хиршом (Harijs Hiršs — Даугава, 1979, № 11), с грузинский поэтом, прозаиком, литературоведом Тамазом Чиладзе(«Литература и искусство», 1987, 29 августа), с польским поэтом и литературным критиком Богданом Дроздовским (Bogdan Drozdovski — «Литература и искусство», 1987, январь 13), с грузинским литературоведов Гурамом Асатиани, по инициативе которого в Грузии не один год проходили литературоведческие семинары по грузинской литературе с участием грузинских, русских, украинских, литовских критиков и писателей. Теоретические основы и возможности сравнительного литературоведения по контрасту Бучис излагал в различных аспектах в специальных теоретических статьях, весьма широкий интерес вызвала статья «Национальная самобытность и мировой контекст», переведенная на несколько языков.
Критика концепции
Попытки применить сравнительный анализ по контрасту в монографии «Роман и современность» (1973; на русском яз. 1977)вызвали скептические отзывы отдельных критиков. Речь шла о сравнительном анализе одной и той же жизненной ситуации суицида (выбор самоубийства, как ответ на потерявшее смысл существование)в совершенно разных по своему художественному строю произведениях — в известном романе Ф.Kaфки «Процесс» и романе литовского писателя Й.Авижюса «Деревня на перепутье». В Литве А.Залаторюс, литературный критик с тонким эстетическим вкусом, отметил неоправданную искусственность сравнительного анализа столь различных произведений. В московской печати Евгения Книпович, известный критик и знаток немецкой литературы, частично согласился с тем, что представленное автором монографии «сопоставление по контрастности» литовкой литературы с литературой Западной Европы, по её словам, «с нереалистическим буржуазным искусством (Джойс, Кафка, Камю, Сартр) имеет свои описанные исследователем конфигурации», хотя тут же добавила: « Но я думаю, что ещё более важно в решении эстетических вопросов социалистического реализма, в решении основных идейно-художественных задач — „сопоставление по родству“ во всех литературах Советского Союза, в литературах стран социалистического содружества и прогрессивной, революционной литературе всего мира».
«Центр» и «Периферия» в историческом повествовании
В 2008 г. изданная книга «Варвары vice versa классики» (то есть — варвары наоборот классики) снабжена подзаголовком «Центр и Периферия в стратегиях писателей», определяющим семантическую структуру исследования. В книге представлены не просто 33 очерки о литовских писателях разных эпох, «перед нами, по словам обозревателя, целостное, с большим размахом написанное авторское исследование, похожее на монографию, а ещё больше — историю литературы одного народа». В литовской истории выделены три периода государственной независимости, когда в Литве правили литовцы независимо от политики соседних государств, и тогда жизнь народа зависела от исторических литовских центров власти в Кернаве и Вильнюсе (1251—1386 г.), после того — Каунасе (1918—1940) и снова в Вильнюсе (с 1990 до 2004). Во всех остальные периоды истории Литовское государство более-менее зависело от чужестранных геополитических центров власти, от разного рода договоров и уний с Польшей (1386—1795), от власти царской Российской империи (1795—1918), от московских властей Советского Союза (1940—1990) или от государственных органов Европейского Союза (с 2004 г.), а соответственно — от иностранных центров власти в Кракове и Варшаве (1386 −1795), в Санкт-Петербурге (1795—1918), Москве (1940—1990), в Брюсселе и в Вашингтоне (после 2004).
В книге проанализированы различные геополитические интересы национальных и иностранных центров власти, соответственно — различные исторические вызовы литовскому народу. С другой стороны, автором рассмотрены 33 индивидуальные творческие стратегии литовских писателей, которые по своему на протяжении семи с половиной веков отвечали на вызовы истории, выбирая свою собственную жизненную стратегию индивидуального поведения, создавая свой художественный мир, осмысляя судьбу родины и свою визию человеческого предназначения.
Полипарадигмическое исследование культурных конфликтов
В 2009 г. появляется книга «Древнейшая литовская литература в эпоху короля Миндаугаса», в которой анализ острейших культурных конфликтов при столкновении в Литве XIII века коренного язычества и распространяющегося из соседних стран христианства основан на ранее накопленном опыте анализа постоянных взаимодействий «центра» и «периферии». Само язычество и христианство в книге воспринимаются и исследуются как совершенно самостоятельные историко-культурные парадигмы, как две цивилизации, как две системы мышления и ценностей, каждая из которых самодостаточна и полноценна в общечеловеческом бытии. Подзаголовок книги «Полипарадигмическое исследование культурных конфликтов средневековая» указывает и предмет, и метод исследования. Литва в XIII веке находилась в уникальной ситуации, когда перед народом и государством открывались три пути. Запад сулил латинское католичество, Восток — греческое православие, а веками испытанная традиция — отечественное язычество. Острота конфликта расколола даже семью короля Миндаугаса: старший сын Вайшвилкас избрал греческое православие, отец принял в 1253 г. христианство по латинскому католическому обычаю, однако в 1261 г. вновь вернулся к язычеству. Судьбы литовской культуры и литературы в XIII веке очутились, таким образом, в центре многих культурных и религиозных конфликтов. По мнению автора, их анализ бесперспективен в пределах какой-либо одной культурной или религиозной парадигмы, например, католической или православной, или языческой. В каждом случае исследование зайдет в тупик, когда избранная нами парадигма (например, католическая) позволит нам лишь отрицать или умалять значение любой другой парадигмы (например, православной или языческой, воплощающей политеизм). Традиционный компаративизм, таким образом, обретает новое направление полипарадигмического исследования, не отдавая предпочтения ни одному из контрастно сопоставленных явлений. История позднего средневековья в Литве сама продемонстрировала высшую степень гуманистической толерантности, кода даже на исконно этнической территории Литвы строились православные церкви, католические костелы, мусульманские мечети, иудейские синагоги, почитались языческие рощи до начала XV в., то есть — до первой унии с католической Польшей. В истории культуры Литвы, к сожалению, до сих пор господствует традиционный монопарадигмический метод исследования, продолжающий линию польской историографии XIX—XX веков.
История литовской литературы до сих пор начиналась концом XIV — началом XV в.в. Бучис открыл для неё XIII в., разыскав и обнародовав в изданной в 2012 г. «Истории и хрестоматии древнейшей литовской литературы» 13 текстов на старославянском и церковно-славянском языках. Большинство из них — сакральные и никогда не были представлены в контексте литовской культуры, среди них — агиографическое житие сына короля Миндаугаса, основавшего в середине XIII в. один из древнейших монастырей греческого обряда на берегу Немана вблизи Новогродка, а также — сакральные тексты, посвященные забытым или вовсе неизвестным в современной Литве православным святым св. Харитине Литовской († 1281) и св. Довманту Тимофею († 1299), бежавшим из Литвы с первой в истории страны волною политической эмиграции после убийства короля Миндаугаса(1263 г). По мнению автора, забвение первых христианских святых литовского происхождения кроет в себе глубинные конфликты средневековья, когда святые, признанные Восточной Церковью, не признавались на Западе, и наоборот — христианские святые, канонизированные Западной Церковью, не признавались и не поминались в Византийской империи и православных славянских странах — в Болгарии, Сербии, на Руси.
Критика концепции
По мнению известного литературоведа В.Дауёти́те (лит. Viktorija Daujotytė-Pakerienė, род. 1945), «здесь появляется очень важная интрига в книге А.Бучиса: конфликты возникли и возникают из-за того, что мир от средневековья, да и раньше, не договорился и не договаривается в силу различных подходов, из-за стремления к единственной истине. Позиция автора исследования, проверявшаяся и обсуждавшаяся, кажется приемлемой: „истинная сакральная основа по своей природе не монопарадгмическая“; сакральная природа кроется глубже, нежели достигает догмат монопарадигмы (стр. 155). Но позиции сильных „власть имущих“ подавляют иные позиции, другие парадигмы. Не один летописный текст свидетельствует убежденность, что все то, что находится за пределом христианской веры, это мир еретиков (стp. 156). Положительно говорится о труде Владимира Пашуто „Становление Литовского государства“» (1959); ибо он, научно-обоснованный, позволяет увидеть, сколько неправды было написано о начале государственности Литвы. Автор напоминает и о труде Эдварда Саида «Ориентализм» (1978); можно ожидать труда, который, по словам А.Бучиса, последовательно и глубоко раскроет длительную историю создания отрицательного образа язычества Прибалтийских стран и древней Литвы" (стр. 147). Там, где правильным считается одна парадигма, там до её пределов и сужают мир. Принципиальная установка А.Бучиса: человеческий мир (миры) полипарадигматичен; таков он является сегодня, таким он был в средневековье. Компаративистика, как гуманистическая стратегия, обязана изучать не схожести, а различия, восходящие из того же фундамента".